# Triphosa rubrodotata
Triphosa rubrodotata là một loài bướm đêm trong họ Geometridae.